# Tadeusz Janczar
Tadeusz Janczar (25 de abril de 1926 – 31 de octubre de 1997) fue un actor de cine polaco. Apareció en 26 películas entre 1952 y 1983.

## Filmografía parcial
- Zaloga (1952) - Brzozowski
- Zolnierz zwyciestwa (1953) - Franek
- Five Boys from Barska Street (1954) - Kazek Spokorny
- Pokolenie (1955) - Jasio Krone
- Kariera (1955) - Witek
- Kanał (1957) - Ens. Jacek 'Korab'
- Farewells (1958) - Pawel
- Mala suerte (1960) - Ens. Sawicki
- Nafta (1961)
- Jutro premiera (1962) - profesor Roman Witting scenograf
- Dziewczyna z dobrego domu (1962) - Tadeusz Lokietek
- Paisaje después de la batalla (1970) - Karol
- Znaki na drodze (1970) - Michal Biel
- Prawdzie w oczy (1970) - Bronek Kaczmarski
- Zabijcie czarna owce (1972) - Tymon's Stepfather
- Na krawedzi (1973) - Wojtek
- Z tamtej strony teczy (1973) - Malarz, byly partner Teresy
- Hubal (1973) - Capt. Maciej 'Kotwicz' Kalenkiewicz
- Nie bede cie kochac (1974)
- Opowiesc w czerwieni (1974) - Cpt. Paszkowski
- Romans Teresy Hennert (1978) - Professor Laterna
- Zamach stanu (1981) - Wojciech Korfanty
- Nic nie stoi na przeszkodzie (1981) - Jerzy
- W obronie wlasnej (1982) - Jerzy
- Epitafium dla Barbary Radziwiłłówny (1983) - Samuel Maciejowski